# Colin Fleming
Colin Fleming (* 13. August 1984 in Linlithgow) ist ein ehemaliger britischer Tennisspieler aus Schottland. Seine Erfolge feierte er vornehmlich im Doppel, wobei der Einzug ins Masters-Finale von Montreal 2013 seinen größten Erfolg darstellt. Seit 2019 ist er Kapitän der britischen Fed-Cup-Mannschaft.

## Karriere

### Anfänge (2004–2008)
Fleming begann 2004 professionell Tennis zu spielen und konnte zusammen mit seinem damaligen Doppelpartner Jamie Murray, Bruder von Top-10-Spieler Andy Murray, einige Future-Turniere gewinnen. Im Sommer 2006 war er im ATP-Ranking unter den Top 200 zu finden.
Um sein Studium in Betriebswirtschaftslehre auf der University of Stirling abzuschließen, unterbrach Fleming zunächst 2006 und 2007 seine Tennisprofikarriere.
2008 kam Fleming zurück und schaffte es, sechs Future-Doppelturniere in Serie zu gewinnen. Innerhalb von drei Monaten gelang ihm so der Sprung von Platz 1230 auf 422.

### Etablierung in Top 100 der Doppel-Weltrangliste (2009–2012)
Nachdem er mit seinem neuen Doppelpartner Ken Skupski Anfang 2009 wieder einige Future-Turniere gewonnen hatte, trat er auch auf der ATP Challenger Tour an. Bereits bei seinem ersten Anlauf konnte er in Jersey das Finale erreichen und zwei Monate später gewann er das Challenger-Doppelturnier in Cremona.
Bei seinem ersten Anlauf nach seinem Comeback bei einem ATP-Turnier im Londoner Queen’s Club konnten Skupsi und Fleming das topgesetzte Paar Bob und Mike Bryan in zwei Sätzen schlagen; sie verloren dann im Viertelfinale in drei Sätzen gegen Łukasz Kubot und Oliver Marach. Mit dem Sieg beim ATP-Turnier in Metz gelang Fleming der Sprung unter die Top 100 der ATP-Weltrangliste. Anfang November 2009 konnte die Paarung auch das Turnier in Sankt Petersburg gewinnen.
2010 verlief weniger erfolgreich auf der ATP Tour, er gewann allerdings drei Challenger-Turniere und erreichte in Eastbourne das Finale. Außerdem siegte er zusammen mit Jocelyn Rae beim Mixed-Doppel der Commonwealth Games. Als die Resultate nicht besser wurden, entschloss sich das Duo Fleming und Skupski im Oktober 2010 zur Trennung. Mit seinen neuen Partnern Ross Hutchins und abermals Jamie Murray gelangen ihm bis zum Ende des Jahres noch zwei weitere Challenger-Doppeltitel.
2011 konnte Fleming mit der Finalteilnahme in Casablanca mit Igor Zelenay an alte Erfolge anknüpfen. Mit seinem nun wieder dauerhaften Doppelpartner Hutchins gewann er zwei Challenger-Turniere und sie erreichten das Viertelfinale in Wimbledon sowie bei den US Open. Im November konnten sie ihren Erfolg von 2009 beim Turnier in St. Petersburg wiederholen.
In der Saison 2012 spielte er weiterhin mit Hutchins zusammen und konnte gleich beim ersten Grand-Slam-Turnier, den Australian Open, mit dem Einzug ins Achtelfinale seinen größten Erfolg bei diesem Turnier feiern. Den beiden Briten gelangen in Delray Beach und Eastbourne zwei weitere Titel. Im weiteren Verlauf des Jahres erreichten Fleming und Hutchins auch noch in Newport und bei den Malaysian Open das Finale. Außerdem erzielten sie mit der Halbfinalteilnahme beim Masters-Turnier in Schanghai und der Achtelfinalteilnahme bei den US Open weitere Erfolge.

### Bestes Turnierjahr und Rücktritt (2013–2017)
Beim zweiten Turnier 2013 in Auckland gelang Fleming mit seinem zeitweiligen Partner Bruno Soares, gegen den er noch bei den Malaysian Open 2012 im Finale verloren hatte, der sechste Turniererfolg seiner Karriere. Im selben Jahr gelang ihm mit Rohan Bopanna der Titelgewinn in Marseille. Das Jahr wurde Flemings bestes, er erreichte seine persönliche Höchstplatzierung von Rang 13 im September und schloss wie im Vorjahr auf Platz 27 ab. 2015 folgte schließlich mit Jonathan Erlich in Shenzhen sein achter und letzter Turniersieg.
Im Januar 2017 beendete Fleming seine Karriere als Spieler, um neuer Nationaltrainer bei Tennis Scotland zu werden. Er ist verheiratet und hat zwei Kinder.

## Erfolge
| Legende (Anzahl der Siege)                       |
| Grand Slam                                       |
| Tennis Masters Cup ATP World Tour Finals         |
| ATP Masters Series ATP World Tour Masters 1000   |
| ATP International Series Gold ATP World Tour 500 |
| ATP International Series ATP World Tour 250 (8)  |
| ATP Challenger Tour (10)                         |

| ATP-Titel nach Belag |
| Hartplatz (7)        |
| Sand (0)             |
| Rasen (1)            |

### Doppel

#### Turniersiege

##### ATP World Tour
| Nr. | Datum              | Turnier            | Belag         | Partner         | Finalgegner                            | Ergebnis           |
| --- | ------------------ | ------------------ | ------------- | --------------- | -------------------------------------- | ------------------ |
| 1.  | 27. September 2009 | Metz               | Hartplatz (i) | Ken Skupski     | Arnaud Clément Michaël Llodra          | 2:6, 6:4, [10:5]   |
| 2.  | 1. November 2009   | St. Petersburg (1) | Hartplatz (i) | Ken Skupski     | Jérémy Chardy Richard Gasquet          | 2:6, 7:5, [10:4]   |
| 3.  | 30. Oktober 2011   | St. Petersburg (2) | Hartplatz (i) | Ross Hutchins   | Michail Jelgin Alexander Kudrjawzew    | 6:3, 6:75, [10:8]  |
| 4.  | 4. März 2012       | Delray Beach       | Hartplatz     | Ross Hutchins   | Michal Mertiňák André Sá               | 2:6, 7:65, [15:13] |
| 5.  | 23. Juni 2012      | Eastbourne         | Rasen         | Ross Hutchins   | Jamie Delgado Ken Skupski              | 6:4, 6:3           |
| 6.  | 12. Januar 2013    | Auckland           | Hartplatz     | Bruno Soares    | Johan Brunström Frederik Nielsen       | 7:61, 7:62         |
| 7.  | 24. Februar 2013   | Marseille          | Hartplatz (i) | Rohan Bopanna   | Aisam-ul-Haq Qureshi Jean-Julien Rojer | 6:4, 7:63          |
| 8.  | 4. Oktober 2015    | Shenzhen           | Hartplatz     | Jonathan Erlich | Chris Guccione André Sá                | 6:1, 6:73, [10:6]  |

##### ATP Challenger Tour
| Nr. | Datum              | Turnier        | Belag         | Partner         | Finalgegner                         | Ergebnis           |
| --- | ------------------ | -------------- | ------------- | --------------- | ----------------------------------- | ------------------ |
| 1.  | 15. November 2008  | Jersey         | Hartplatz (i) | Ken Skupski     | Chris Guccione Márcio Torres        | 6:3, 6:2           |
| 2.  | 23. Mai 2009       | Cremona        | Hartplatz     | Ken Skupski     | Daniele Bracciali Alessandro Motti  | 6:2, 6:1           |
| 3.  | 1. August 2009     | Granby         | Hartplatz     | Ken Skupski     | Amir Hadad Harel Levy               | 6:3, 7:66          |
| 4.  | 24. Oktober 2009   | Orléans        | Hartplatz (i) | Ken Skupski     | Sébastien Grosjean Olivier Patience | 6:1, 6:1           |
| 5.  | 5. Juni 2010       | Nottingham (1) | Rasen         | Ken Skupski     | Eric Butorac Scott Lipsky           | 7:63, 6:4          |
| 6.  | 12. November 2010  | Astana         | Hartplatz (i) | Ross Hutchins   | Michail Jelgin Alexander Kudrjawzew | 6:3, 7:610         |
| 7.  | 20. Januar 2010    | Bratislava     | Hartplatz (i) | Jamie Murray    | Travis Parrott Filip Polášek        | 6:2, 3:6, [10:6]   |
| 8.  | 16. April 2011     | Athen          | Hartplatz     | Scott Lipsky    | Matthias Bachinger Benjamin Becker  | kampflos           |
| 9.  | 4. Juni 2011       | Nottingham (2) | Rasen         | Ross Hutchins   | Dustin Brown Martin Emmrich         | 4:6, 7:68, [13:11] |
| 10. | 13. September 2014 | Istanbul       | Hartplatz     | Jonathan Marray | Jordan Kerr Fabrice Martin          | 6:4, 2:6, [10:8]   |

#### Finalteilnahmen
| Nr. | Datum              | Turnier        | Belag         | Partner         | Finalgegner                          | Ergebnis          |
| --- | ------------------ | -------------- | ------------- | --------------- | ------------------------------------ | ----------------- |
| 1.  | 19. Juni 2010      | Eastbourne (1) | Rasen         | Ken Skupski     | Mariusz Fyrstenberg Marcin Matkowski | 3:6, 7:5, [8:10]  |
| 2.  | 10. April 2011     | Casablanca     | Sand          | Igor Zelenay    | Robert Lindstedt Horia Tecău         | 2:6, 1:6          |
| 3.  | 15. Juli 2012      | Newport        | Rasen         | Ross Hutchins   | Scott Lipsky Santiago González       | 6:73, 3:6         |
| 4.  | 30. September 2012 | Kuala Lumpur   | Hartplatz (i) | Ross Hutchins   | Alexander Peya Bruno Soares          | 7:5, 5:7, [7:10]  |
| 5.  | 21. Juni 2013      | Eastbourne (2) | Rasen         | Jonathan Marray | Alexander Peya Bruno Soares          | 6:3, 3:6, [8:10]  |
| 6.  | 28. Juli 2013      | Atlanta (1)    | Hartplatz     | Jonathan Marray | Édouard Roger-Vasselin Igor Sijsling | 6:76, 3:6         |
| 7.  | 11. August 2013    | Montreal       | Hartplatz     | Andy Murray     | Alexander Peya Bruno Soares          | 4:6, 6:74         |
| 8.  | 4. Mai 2014        | München        | Sand          | Ross Hutchins   | Jamie Murray John Peers              | 4:6, 2:6          |
| 9.  | 22. Februar 2015   | Marseille (1)  | Hartplatz (i) | Jonathan Marray | Marin Draganja Henri Kontinen        | 4:6, 6:3, [8:10]  |
| 10. | 2. August 2015     | Atlanta (2)    | Hartplatz     | Gilles Müller   | Bob Bryan Mike Bryan                 | 6:4, 6:72, [4:10] |
| 11. | 21. Februar 2016   | Marseille (2)  | Hartplatz (i) | Jonathan Erlich | Mate Pavić Michael Venus             | 2:6, 3:6          |